# Dazz Band
Dazz Band (también estilizado The Dazz Band) es una banda estadounidense de Cleveland, Ohio de música funk que fue muy popular en la década de 1980. las canciones de éxito incluyen la ganadora del Grammy "Let It Whip" (1982), "Joystick" (1983) y "Let It Todos Blow" (1984). El nombre de la banda es un acrónimo de la denominación "jazz bailable".

## Biografía
"Let It Whip" es su mayor éxito para las cuales reciben un premio Grammy en 1983.

## Discografía

### Álbum
| Año  | Título                 | Posiciones máximas de éxitos | Posiciones máximas de éxitos | Discográfica      |
| Año  | Título                 | US 200                       | US R&B                       | Discográfica      |
| ---- | ---------------------- | ---------------------------- | ---------------------------- | ----------------- |
| 1980 | Invitation to Love     | -                            | -                            | Motown            |
| 1981 | Let the Music Play     | 154                          | 36                           | Motown            |
| 1982 | Keep It Live           | 14                           | 1                            | Motown            |
| 1983 | Joystick               | 73                           | 12                           | Motown            |
| 1983 | On the One             | 59                           | 12                           | Motown            |
| 1984 | Jukebox                | 84                           | 18                           | Motown            |
| 1984 | Greatest Hits          | -                            | -                            | Motown            |
| 1985 | Hot Spot               | 114                          | 24                           | Motown            |
| 1986 | Wild & Free            | 178                          | 37                           | Geffen            |
| 1988 | Rock the Room          | -                            | 91                           | RCA               |
| 1996 | Under the Streetlights | -                            | 42                           | LKY               |
| 1997 | Double Exposure        | -                            | -                            | Intersound        |
| 1998 | Here We Go Again       | -                            | 99                           | Intersound        |
| 2001 | Time Traveler          | -                            | -                            | Eagle Music Group |

### Singles
| Año  | Título                          | Posiciones máximas de éxitos | Posiciones máximas de éxitos | Posiciones máximas de éxitos | Álbum              |
| Año  | Título                          | US Hot 100                   | US R&B                       | US Dance                     | Álbum              |
| ---- | ------------------------------- | ---------------------------- | ---------------------------- | ---------------------------- | ------------------ |
| 1980 | "Shake It Up"                   | -                            | 65                           | -                            | Invitation to Love |
| 1981 | "Invitation to Love"            | 109                          | 51                           | -                            | Invitation to Love |
| 1981 | "Knock Knock"                   | -                            | 44                           | -                            | Let the Music Play |
| 1982 | "Let It Whip"                   | 5                            | 1                            | -                            | Keep It Live       |
| 1982 | "Keep It Live (On the K.I.L)"   | -                            | 20                           | -                            | Keep It Live       |
| 1983 | "On The One For Fun"            | -                            | 9                            | 52                           | On the One         |
| 1983 | "Cheek To Cheek"                | -                            | 76                           | -                            | On the One         |
| 1983 | "Party Right Here"              | -                            | 63                           | -                            | On the One         |
| 1983 | "Joystick"                      | 61                           | 9                            | -                            | Joystick           |
| 1984 | "Swoop (I'm Yours)"             | -                            | 12                           | -                            | Joystick           |
| 1984 | "Let It all Blow"               | 84                           | 9                            | -                            | Jukebox            |
| 1985 | "Heartbeat"                     | 110                          | 12                           | -                            | Jukebox            |
| 1985 | "Hot Spot"                      | -                            | 21                           | 33                           | Hot Spot           |
| 1986 | "L.O.V.E. M.I.A."               | -                            | 48                           | -                            | Wild & Free        |
| 1986 | "Wild and Free"                 | -                            | 44                           | -                            | Wild & Free        |
| 1988 | "Anticipation"                  | -                            | 38                           | -                            | Rock the Room      |
| 1988 | "Single Girls"                  | -                            | 19                           | 38                           | Rock the Room      |
| 1988 | "Open Sesame"                   | -                            | 83                           | -                            | Rock the Room      |
| 1998 | "Ain't Nothin' but a Jam Y'all" | -                            | 58                           | -                            |                    |
| 1998 | "Girl Got Body"                 | -                            | 81                           | -                            | Here We Go Again   |